# Odraz (časopis)
Odraz, časopis studenata Katoličkog bogoslovnog fakulteta Sveučilišta u Splitu. Prvi broj časopisa izašao je 2005. godine. Izlazi jednom godišnje. Nema recenzije. Prvo uredničko vijeće činili su: Ivana Lujić (rubrika: Teologija), Ivan Macut (rubrika: Filozofija), Dunja Škare (rubrika: Naši pogledi), Stanko Stojić (rubrika: Umjetnost), Mate Božić (rubrika: Prošireni obzori), dr. sc. Ante Vučković i Damir Čikara. Glavna i odgovorna urednica prvog broja bila je Ivana Lujić, a autori i priređivači priloga filozofsko-teološkog usmjerenja studentice i studenti. 

## Vanjske poveznice
- Franjevačka provincija Presvetog Otkupitelja
- Izdavačka sekcija: Počeci
- Studentski časopis Odraz
- LiST studenata teologije Katoličkog bogoslovnog fakulteta Sveučilišta u Splitu